# Pim Fortuyn
Pim Fortuijn, all'anagrafe Wilhelmus Simon Petrus Fortuyn (Velsen, 19 febbraio 1948 – Hilversum, 6 maggio 2002), è stato un politico olandese.

## Biografia
Pim Fortuyn studiò sociologia alla Libera Università di Amsterdam divenendo poi assistente universitario di sociologia all'Università di Groningen e all'Università Erasmo da Rotterdam. Il suo percorso politico fu relativamente atipico, perché fu membro del Partito Socialista, che tentò invano di aderire al Partito Comunista, poi del Partito del Lavoro (PvdA) e, alla fine, fondò un movimento liberal-conservatore e antislamista, la lista Pim Fortuyn, definita di estrema destra da alcuni suoi avversari, etichetta che lui stesso ricusò formalmente. Fu paragonato a Jean-Marie Le Pen e soprannominato "Haider di Rotterdam" dai detrattori, ma egli respinse questi paragoni, dicendo invece di ammirare politici come il socialdemocratico Joop den Uyl e il presidente statunitense John Fitzgerald Kennedy.
Definì la sua piattaforma politica come liberale, laica, a favore di libertà e diritti civili, deregulation, diritti LGBT (era omosessuale dichiarato) e delle donne, democrazia diretta, repubblicanesimo e di una politica antislamista. Fortuyn venne assassinato da Volkert van der Graaf, un estremista ambientalista e animalista nel 2002, poco dopo la fondazione del suo partito. È sepolto in Italia nel comune friulano di San Giorgio della Richinvelda (PN), paese che egli amava e dove risiedeva in una casa di sua proprietà.

### Le scelte politiche
La sua omosessualità dichiarata contribuì a tenerlo a distanza dai numerosi partiti conosciuti per programmi che mettono l'accento sulla difesa dei valori della famiglia (religiosi o di estrema destra). Fu eletto capolista per il movimento di estrema destra Leefbaar Nederland (Olanda Vivibile) vincendone le primarie. In seguito, la direzione di Leefbaar Nederland, composta da Henk Westbroek, Willem van Kooten e Jan Nagel, trasformò il movimento in un vero e proprio partito. Fortuyn fece sapere di non approvare, ma non diede vita a polemiche.
Il 9 febbraio 2002 uscì un'intervista nel quotidiano De Volkskrant in cui Fortuyn affermava per l'ennesima volta di non essere razzista e di non voler espellere alcun immigrato, nemmeno i clandestini (al contrario del leader populista Hans Janmaat, a cui spesso veniva paragonato), ma che l'Olanda era troppo piena e i confini dovevano essere chiusi. Quando l'intervistatore gli fece notare che questa non era la linea del partito, Fortuyn rispose di non dover dare troppo peso a ciò che gli viene detto dal partito. La sera stessa Leefbaar Nederland organizzò una riunione straordinaria in cui deliberò la rimozione di Fortuyn da capolista.
Alla sua uscita dalla riunione, Fortuyn pronunciò la frase: Vergis u niet. Ik word Minister-President van dit land! ("Non sbagliatevi. Io sarò Premier di questo Paese!")
L'11 febbraio 2002, in vista delle elezioni legislative, Pim Fortuyn fondò la Lista Pim Fortuyn (Lijst Pim Fortuyn, LPF), movimento che raccolse rapidamente numerosi membri e simpatizzanti di Leefbaar Nederland. La sezione di Rotterdam di Leefbaar Nederland si scisse mantenendo Fortuyn come leader. Nel marzo 2002, ottenne il 36% dei seggi a Rotterdam nelle elezioni per il consiglio di distretto, divenendo anche il primo partito della città dopo trent'anni di dominazione del partito social-democratico, che fu costretto all'opposizione.
Il 6 maggio 2002, a nove giorni dalle elezioni politiche, Pim Fortuyn fu ucciso all'uscita da una stazione radiofonica alla quale aveva appena concesso una intervista per la campagna elettorale. Questo assassinio ha causato una forte emozione nei Paesi Bassi: la regina Beatrice stessa ebbe ad esprimere la sua costernazione. Forse in parte anche a causa dell'emozione causata dall'omicidio, il popolo olandese accordò 1.614.801 voti all'LPF, che permise l'elezione di ventisei deputati alla camera bassa del Parlamento (pari al 17% dei centocinquanta seggi dell'assemblea). La LPF divenne anche il secondo partito olandese.
La squadra di calcio Feyenoord Rotterdam gli dedicò la vittoria della Coppa UEFA, ottenuta pochi giorni dopo la sua morte.
Nonostante fosse entrata a far parte della coalizione di governo di Jan Peter Balkenende, il nuovo primo ministro democristiano, la Lista Pim Fortuyn, priva del suo capo, entrò rapidamente in una crisi che si concluse qualche mese più tardi con lo scioglimento del gabinetto di governo. In occasione delle elezioni anticipate del gennaio 2003, il partito subì infine un forte riflusso elettorale, raccogliendo 549.975 voti (5,7%) e otto seggi, passando dal secondo al quinto posto, ed essendo così confinato all'opposizione fino allo scioglimento, avvenuto nel 2008.
Pim Fortuyn amava molto l'Italia. Dopo i funerali, con rito cattolico, avvenuti nel paese natale, il corpo è stato sepolto in Italia, a Provesano, frazione di San Giorgio della Richinvelda, in provincia di Pordenone, dove aveva una casa. Tale era infatti la volontà di Fortuyn, espressa quando ancora in vita. Sulla tomba è inciso il seguente epitaffio: Loquendi libertatem custodiamus ("salvaguardiamo la libertà di parola").
Nel cimitero Westerveld a Driehuis rimane invece solo una lapide commemorativa.

### Opinioni su Islam ed accoglienza

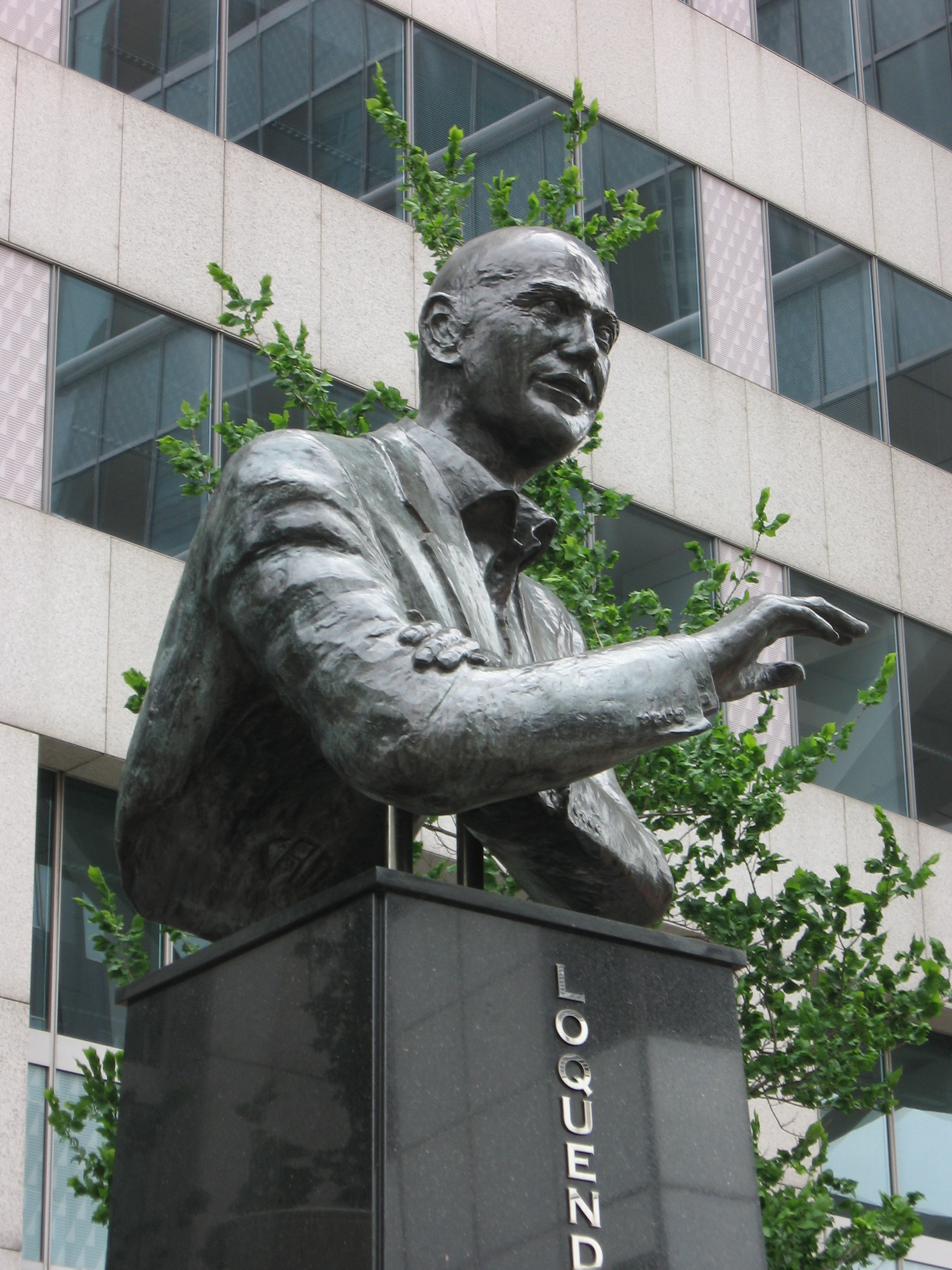
Statua di Pim Fortuyn a Rotterdam.

Le sue posizioni politiche furono contraddistinte dalla sua preoccupazione per l'Islam e sull'immigrazione extra-europea nei Paesi Bassi. Basò i suoi discorsi sull'argomento delle differenze culturali e sulla presunta assenza di volontà d'integrazione della maggior parte degli immigrati, ma non ha mai evocato gli argomenti del razzismo. Infatti, Pim Fortuyn ripeté numerose volte di non avere niente in comune con i partiti abitualmente classificati all'estrema destra quali il FPÖ in Austria, il Front National in Francia, o ancora il Vlaams Blok nel Belgio fiammingo. Ha ammesso, solo, di riconoscersi come nazionalista. La figura di Fortuyn giunse soprattutto all'estero con un'immagine non corrispondente alla realtà. È difficile inquadrare con precisione il personaggio. Egli, forse, non era di estrema destra, ma desiderava gestire l'immigrazione. Una posizione che forse può avvicinarsi, in parte, a quella espressa successivamente da Francis Fukuyama. 

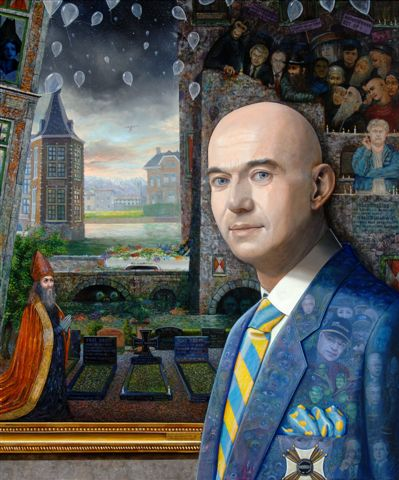
Ritratto di Pim Fortuyn, eseguito da Jean Thomassen

Nell'agosto 2001 il quotidiano Rotterdams Dagblad pubblicò una sua dichiarazione dove, tra l'altro, affermava: 
()
Il 9 febbraio 2002 dichiarò al giornale olandese De Volkskrant che sedici milioni di abitanti nei Paesi Bassi erano una cifra sufficientemente elevata, e che l'accettazione di 40.000 domande d'asilo all'anno era una politica che doveva cessare. Disse inoltre che, ai suoi occhi, l'articolo 7 della costituzione, che garantisce la libertà di parola, è più importante dell'articolo 1, che si oppone a tutte le discriminazioni. Ebbe cura, in questa occasione, di prendere le distanze dalle posizioni espresse negli anni ottanta dal Centrumpartij di Janmaat, che chiedeva l'espulsione degli stranieri dal paese, mentre egli stimava che una loro sufficiente integrazione avrebbe fatto sì che la questione della loro presenza non si ponesse più.
Una delle paure di Fortuyn era l'intolleranza della comunità musulmana. Nel 2002, in un dibattito televisivo, Fortuyn provocò un religioso musulmano dichiarando la sua omosessualità. Alla fine l'imam esplose apostrofando Fortuyn con termini fortemente anti-omosessuali. Fortuyn con calma si girò verso la telecamera e, rivolgendosi direttamente ai telespettatori, disse loro che questo è il genere di cavallo di Troia dell'intolleranza che gli olandesi stanno accogliendo nella loro società nel nome del multiculturalismo.

Al quotidiano olandese Volkskrant, che gli chiedeva se odiasse l'Islam, rispose: 
()
Nel 1997 Fortuyn scrisse un libro intitolato Contro l'islamizzazione della nostra cultura, tradotto in italiano dall'Associazione Culturale Carlo Cattaneo di Pordenone.